# 孔氏恒
孔氏恒（1993年10月10日—），越南女子足球运动员，司职守门员，目前效力于越南煤炭矿产女子足球俱乐部和越南国家女子足球队。她曾代表越南参加2023年国际足联女子世界杯。